# Ballon d'or 2000
Navigation
Édition précédente Édition suivante
Le Ballon d'or 2000, qui récompense le meilleur footballeur évoluant dans un club européen, est attribué à Luís Figo.
Zinédine Zidane est favori pour remporter ce Ballon d'Or, auteur d'une belle saison avec un titre de champion d'Europe et élu meilleur joueur de l'Euro 2000. Mais à l'automne 2000, il reçoit deux cartons rouges en Champions League qui viennent ternir son image. Au classement final, il est devancé par l'ailier portugais Luís Figo qui arrive en tête avec seulement 16 points d'avance, la victoire la plus serrée de l'histoire du Ballon d'Or, alors que Figo n'a rien gagné en 2000. L'attaquant ukrainien du Milan AC, Andriy Shevchenko arrive troisième.
| Rang | Nom                     | Club                        | Sélection nationale  | Points |
| ---- | ----------------------- | --------------------------- | -------------------- | ------ |
| 1    | Luís Figo               | FC Barcelone Real Madrid    | Portugal             | 197    |
| 2    | Zinédine Zidane         | Juventus                    | France               | 181    |
| 3    | Andriy Shevchenko       | Milan AC                    | Ukraine              | 85     |
| 4    | Thierry Henry           | Arsenal FC                  | France               | 57     |
| 5    | Alessandro Nesta        | Lazio Rome                  | Italie               | 39     |
| 5    | Rivaldo                 | FC Barcelone                | Brésil               | 39     |
| 7    | Gabriel Batistuta       | Fiorentina AC               | Argentine            | 26     |
| 8    | Gaizka Mendieta         | Valence CF                  | Espagne              | 22     |
| 9    | Raúl González           | Real Madrid                 | Espagne              | 18     |
| 10   | David Beckham           | Manchester United           | Angleterre           | 10     |
| 10   | Paolo Maldini           | Milan AC                    | Italie               | 10     |
| 12   | Fabien Barthez          | AS Monaco Manchester United | France               | 8      |
| 12   | Zlatko Zahovič          | Olympiakos                  | Slovénie             | 8      |
| 14   | Roberto Carlos da Silva | Real Madrid                 | Brésil               | 7      |
| 14   | Francesco Toldo         | Fiorentina AC               | Italie               | 7      |
| 14   | Francesco Totti         | AS Roma                     | Italie               | 7      |
| 17   | Patrick Kluivert        | FC Barcelone                | Pays-Bas             | 6      |
| 18   | Edgar Davids            | Juventus                    | Pays-Bas             | 5      |
| 18   | Hakan Şükür             | Galatasaray SK Inter Milan  | Turquie              | 5      |
| 18   | Mário Jardel            | FC Porto Galatasaray SK     | Brésil               | 5      |
| 18   | Fernando Redondo        | Real Madrid Milan AC        | Argentine            | 5      |
| 22   | Pavel Nedved            | Lazio Rome                  | Tchéquie             | 4      |
| 22   | David Trezeguet         | AS Monaco Juventus          | France               | 4      |
| 24   | Marcel Desailly         | Chelsea FC                  | France               | 2      |
| 24   | Oliver Kahn             | Bayern Munich               | Allemagne            | 2      |
| 24   | Rui Costa               | Fiorentina AC               | Portugal             | 2      |
| 27   | Laurent Blanc           | Inter Milan                 | France               | 1      |
| 27   | Claudio López           | Valence CF Lazio Rome       | Argentine            | 1      |
| 27   | Roy Keane               | Manchester United           | République d'Irlande | 1      |
| 27   | Juan Sebastián Verón    | Lazio Rome                  | Argentine            | 1      |